# Estadio Suncorp
El Estadio Suncorp (en inglés: Suncorp Stadium o Lang Park) es un estadio multiusos ubicado en el suburbio Milton de la ciudad de Brisbane, en Queensland, Australia. Fue construido sobre un cementerio y se inauguró en el año 1914. En 2003 fue remodelado y ampliado a 52 500 espectadores. El estadio alberga, principalmente, partidos y competiciones de rugby league y fútbol.

## Eventos y usos del estadio
La selección de rugby 13 de Queensland juega el State of Origin allí desde 1980, y los Brisbane Broncos de la Liga Nacional de Rugby ha jugado allí desde 2003. Los Queensland Reds del Super Rugby lo utilizan desde 2005, y el Brisbane Roar de fútbol desde 2005. Anteriormente jugaron allí los South Queensland Crushers de la Liga Australiana de Rugby y los Brisbane Strikers de la National Soccer League.
La selección de rugby de Australia ha jugado numerosos partidos oficiales en Lang Park, en su mayoría a partir de 1996, incluyendo ocho ante Sudáfrica, cinco ante Nueva Zelanda, tres ante Francia, dos ante Inglaterra y dos ante los Leones Británico-irlandeses.
En la Copa Mundial de Rugby de 2003, Lang Park fue sede de nueve partidos, incluyendo dos de cuartos de final. También se jugaron allí partidos de Copa Mundial de Rugby 13 de 1968, 1975, 1977 y 2008, incluyendo la final de 2008.
El estadio albergará siete partidos de la Copa Asiática 2015, incluyendo uno de cuartos de final.
Además, en el estadio se han realizado conciertos musicales de Robbie Williams, The Police, U2, Coldplay y Eminem y Taylor Swift.

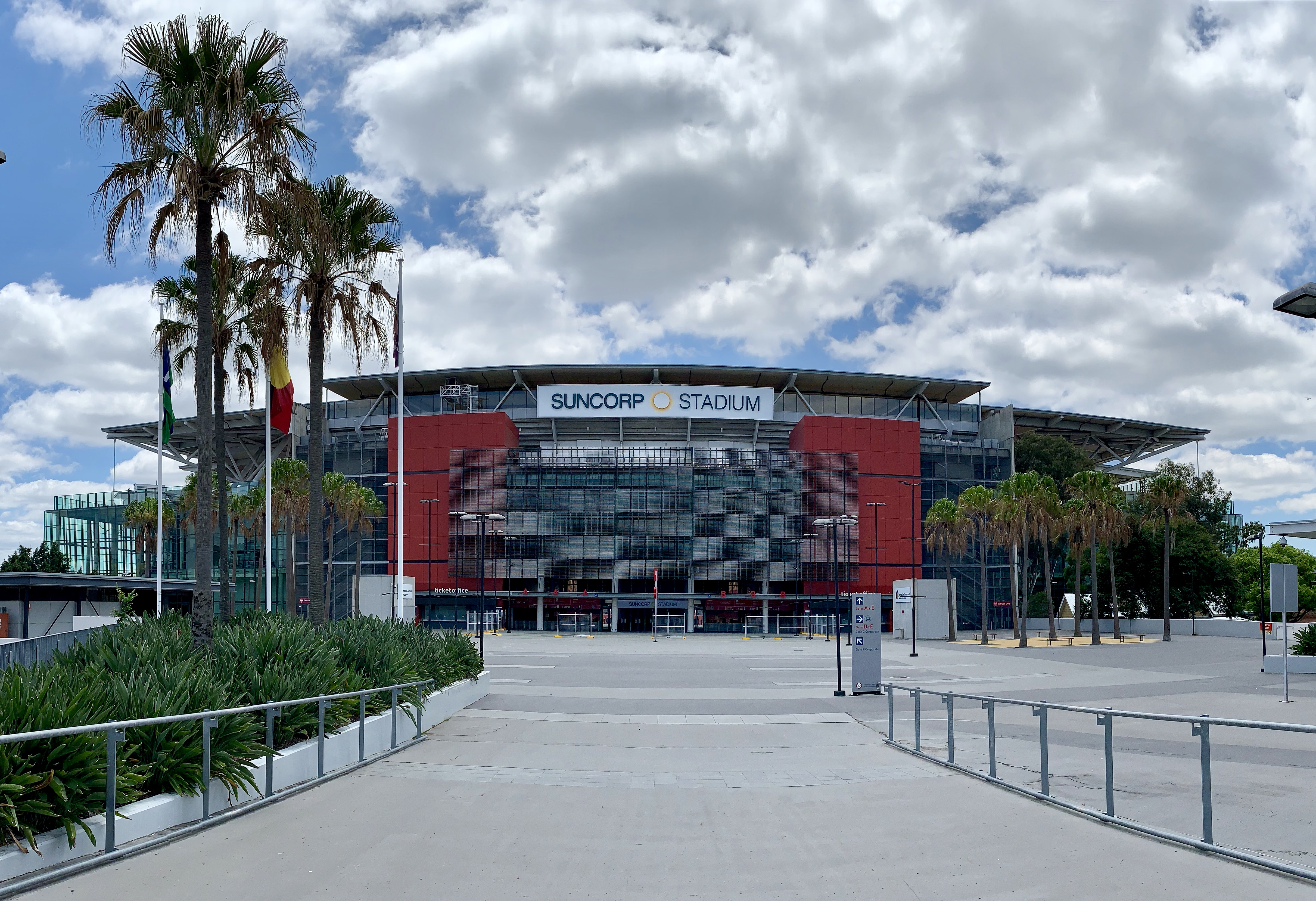
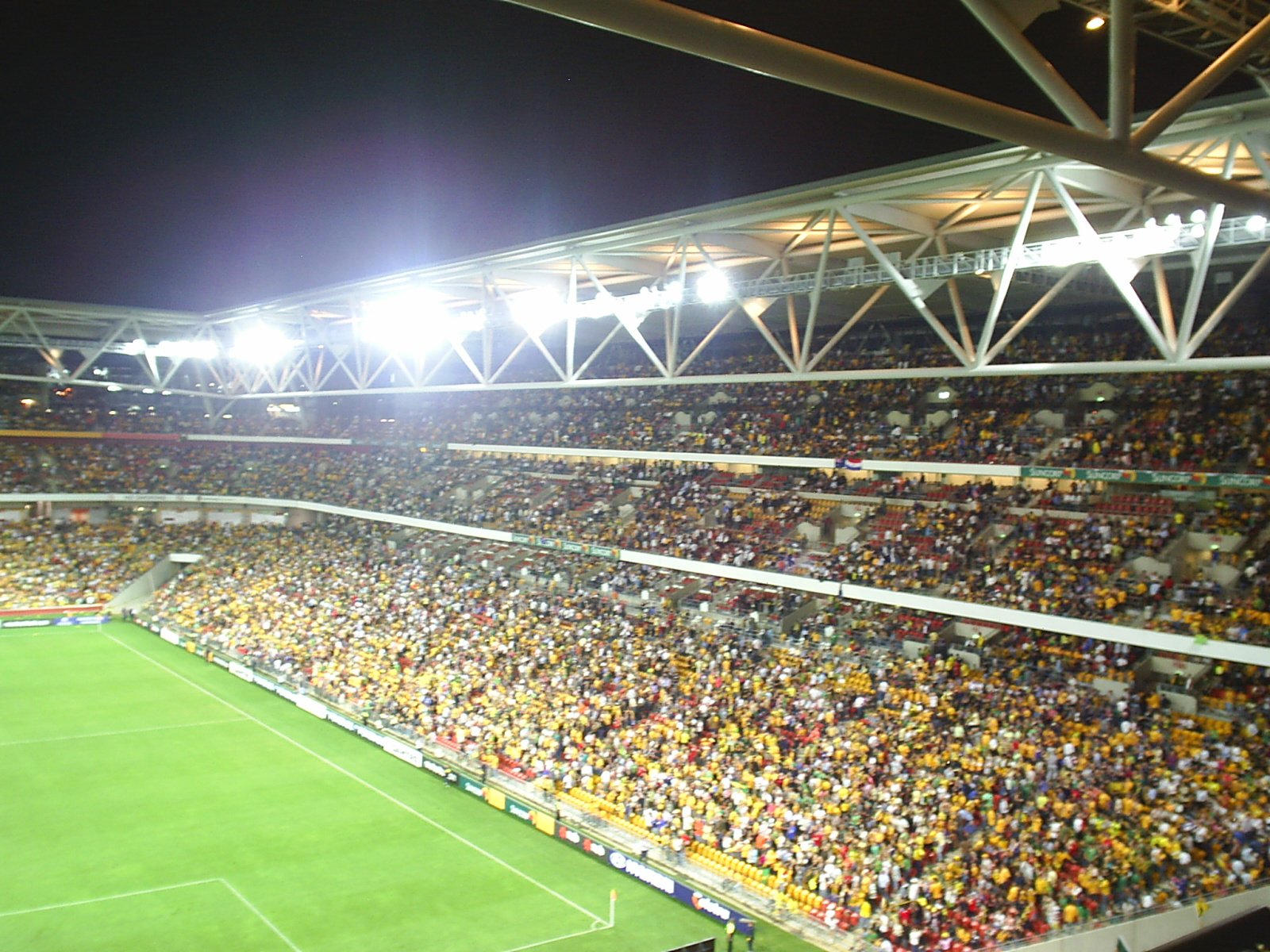

## Eventos disputados

### Copa Asiática 2015
- El estadio albergó siete partidos de la Copa Asiática 2015.
| Fecha               | Selección #1   | Resultado | Selección #2           | Ronda                 | Espectadores |
| ------------------- | -------------- | --------- | ---------------------- | --------------------- | ------------ |
| 10 de enero de 2015 | Arabia Saudita | 0 - 1     | China                  | Primera fase, Grupo B | 12 557       |
| 12 de enero de 2015 | Jordania       | 0 - 1     | Irak                   | Primera fase, Grupo D | 6840         |
| 14 de enero de 2015 | China          | 2 - 1     | Uzbekistán             | Primera fase, Grupo B | 13 674       |
| 16 de enero de 2015 | Irak           | 0 - 1     | Japón                  | Primera fase, Grupo D | 22 941       |
| 17 de enero de 2015 | Australia      | 0 - 1     | Corea del Sur          | Primera fase, Grupo A | 48 513       |
| 19 de enero de 2015 | Irán           | 1 - 0     | Emiratos Árabes Unidos | Primera fase, Grupo C | 11 394       |
| 22 de enero de 2015 | China          | 0 - 2     | Australia              | Cuartos de final      | 46 067       |